# Erubey Cabuto
Erubey Cabuto García (Tepic, 6 de setembro de 1975) é um ex-futebolista mexicano, que atuava como goleiro.

## Carreira
Formado nas categorias de base do Atlas, iniciou sua carreira profissional em 1995, aos 19 anos de idade. Com a saída do então titular Oswaldo Sánchez para o América em 1996, virou o novo dono do gol Rojinegro, onde permaneceria durante 7 temporadas. Em 2002, assinou com o Querétaro, onde atuou em 48 jogos. Uma lesão atrapalhou a presença de Cabuto no Torneio Apertura, e o goleiro deixaria os Gallos Blancos em 2004, rumo ao Jaguares de Chiapas. Foram apenas 6 partidas pelo clube do sul mexicano, antes de voltar ao Querétaro 2 anos depois. O goleiro disputaria apenas 4 jogos em sua segunda passagem, e sem conseguir encontrar uma nova equipe, encerrou a carreira em 2008.

## Seleção mexicana
Embora fosse um goleiro de bons reflexos, Cabuto jogou apenas uma vez pela Seleção Mexicana, em 2001, entrando no segundo tempo do amistoso contra o Chile.
Sua única participação em um torneio de seleções foi na Copa das Confederações de 2001, como terceiro goleiro (embora usasse a camisa 12 ao invés da 23, utilizada por Óscar Pérez).